# كيف تسرق مليونين (فلم)
كيف تسرق مليونين (بالإنجليزية: How to Steal 2 Million)، فيلم دراما وأكشن جنوب أفريقي صدر سنة 2011 وأخرجه تشارلي فوندلا. الفيلم من بطولة كُل منجون كاني وHlubi Mboya ومينزي نغوباني وتيري فيتو. تلقى الفيلم 11 ترشيحا خلال حفل توزيع جوائز الأكاديمية الأفريقية للأفلام لسنة 2012، من بينها جوائز أفضل فيلم وأفضل مخرج وأفضل مونتاج وأفضل ممثلة في دور مساعد.

## وصلات خارجية
- مقالات تستعمل روابط فنية بلا صلة مع ويكي بيانات